# 第25回ベルリン国際映画祭
第25回ベルリン国際映画祭は1975年6月27日から7月8日まで開催された。

## 概要
25周年を迎えた1975年のベルリン国際映画祭では、これまで上映される機会の少なかったソ連などの東側諸国の映画が注目された。金熊賞にはハンガリーの女性監督Márta Mészárosが、40代のある女性が、養子を取るまでの姿を描いた『Örökbefogadás』が選ばれた。
また、熊井啓の『サンダカン八番娼館 望郷』に出演した田中絹代が女優賞を受賞した。

## 受賞
- 金熊賞：『Örökbefogadás (The Adoption)』(マールタ・メーサーロッシュ)
- 銀熊賞

- - 審査員特別賞：『Dupont Lajoie』 (イヴ・ボワッセ)、『兵士トーマス』（スチュワート・クーパー）
  - 監督賞：セルゲイ・ソロヴィヨフ (『想い出の夏休み』)
  - 男優賞：ブラスティミール・ブロドスキー (『嘘つきヤコブ』)
  - 女優賞：田中絹代 (『サンダカン八番娼館　望郷』)
  - 芸術貢献賞：ウディ・アレン (『ウディ・アレンの愛と死』)

## 上映作品

### コンペティション部門
長編映画のみ記載。アルファベット順。邦題がついていない場合は原題の下に英題。
| 題名 原題                                             | 監督                                                           | 製作国              |
| ----------------------------------------------------- | -------------------------------------------------------------- | ------------------- |
| Bilans kwartalny (Quarterly Balance Sheet)            | クシシュトフ・ザヌーシ                                         | ポーランド          |
| Comedie fantastica (A Fantastic Comedy)               | イオン・ポペスク＝ゴポ                                         | ルーマニア          |
| Dar Ghorbat (Far from Home)                           | ソフラブ・シャヒド・サレス                                     | 西ドイツ イラン     |
| Dupont Lajoie                                         | イヴ・ボワッセ                                                 | フランス            |
| Eiszeit (Ice Age)                                     | Peter Zadek                                                    | 西ドイツ ノルウェー |
| Gangsterfilmen                                        | Lars G. Thelestam                                              | スウェーデン        |
| Il Piatto piange (Ante Up)                            | パオロ・ナッツィ                                               | イタリア フランス   |
| 嘘つきヤコブ Jakob, der Lügner                        | フランク・バイヤー                                             | 西ドイツ            |
| John Glückstadt (John Glueckstadt)                    | Ulf Miehe                                                      | 西ドイツ            |
| Kdo hledá zlaté dno (Who Looks for Gold?)             | イジー・メンツェル                                             | チェコスロバキア    |
| La Casa grande (The Great House)                      | Francisco Rodríguez Gordillo                                   | スペイン            |
| 楡の木陰の愛 La prima volta sull'erba                 | ジャンルイジ・カルデローネ                                     | イタリア            |
| La' os være (Leave Us Alone)                          | ラース・ニールセン エルネスト・ヨハンセン                      | デンマーク          |
| リリィ、愛しておくれ Lily, aime-moi                   | モーリス・ドゥゴーソン                                         | フランス            |
| ウディ・アレンの愛と死 Love and Death                 | ウディ・アレン                                                 | アメリカ合衆国      |
| Örökbefogadás (The Adoption)                          | マールタ・メーサーロッシュ                                     | ハンガリー          |
| 危険な愛の季節 Out of Season                          | アラン・ブリッジス                                             | イギリス            |
| 兵士トーマス Overlord                                 | スチュワート・クーパー                                         | イギリス            |
| 明日なき追撃 Posse                                    | カーク・ダグラス                                               | アメリカ合衆国      |
| Samna                                                 | ジャバール・パテル                                             | インド              |
| サンダカン八番娼館 望郷                               | 熊井啓                                                         | 日本                |
| 想い出の夏休み Сто дней после детства                 | セルゲイ・ソロヴィヨフ                                         | ソビエト連邦        |
| Zwaarmoedige verhalen voor bij de centrale verwarming | Nouchka van Brakel Ernie Damen, Bas van der Lecq Guido Pieters | オランダ            |

## 審査員
- シルヴィア・シムズ (イギリス/女優)
- オットーカー・ルンツェ (西ドイツ/監督)
- S. Sukhdev (インド/監督)
- アンリ・シャピエ (フランス/俳優)
- Else Goelz (西ドイツ/)
- アルバート・ジョンソン (アメリカ/)
- カルロ・マルティネス (ブラジル/)
- Rostislav Yurenev (ソ連/History of Soviet Cinema)